# Баранов, Николай Иванович (конструктор)
Николай Иванович Баранов (1916 — 1965) — советский ракетный конструктор-самоучка, бывший слесарь-инструментальщик ленинградского завода «Линотип». Считается одним из отцов советского зенитного ракетного вооружения, как первый конструктор, подтвердивший на практике принципиальную возможность поражения средств воздушного нападения противника ракетами и высокую эффективность данного типа оружия в сравнении с традиционной зенитной артиллерией, а также доказавший принципиальную возможность организации мелкосерийного производства зенитного вооружения такого типа полукустарным и фабрично-заводским способом по предоставленным чертежам в условиях военного времени на предприятиях в прифронтовом тылу.

## Биография
Родился 27 июня (10 июля) 1916 года в Петрограде. Работал слесарем-инструментальщиком ленинградского завода «Линотип».

### Военные годы
В годы Великой Отечественной войны младший лейтенант, командир взвода зенитных пулемётов 64-го батальона аэродромного обслуживания 14-й воздушной армии, сконструировавший первые применённые в боевой обстановке советские зенитные ракеты. При том, что опыты такого рода предпринимались в СССР ранее, в конце 1930-х гг., ранние зенитные ракеты не были испытаны в бою, а «зенитки» Баранова — четыре 24-х зарядных пусковых установках для пуска 82-мм реактивных снарядов, две 12-зарядные для пуска 82-мм реактивных снарядов и две 12-зарядные для 132-мм реактивных снарядов не только были успешно испытаны, но и сыграли важную роль в защите аэродромов, сбивая немецкие самолёты.

### Первая практическая реализация идей учёного
Первый в советской и мировой военной истории зенитный бой с применением ракет состоялся 14 ноября 1941 года под деревней Сарожа, за пусковыми установками находился сам конструктор и заместитель командира взвода младший сержант Арбузов.

### Послевоенная жизнь
После войны продолжил службу в Советской Армии. Ушёл в запас в звании майора. Работал мастером механического цеха на заводе, инженером в конструкторском бюро.
Умер 17 августа 1965 года. Похоронен на Серафимовском кладбище.

## Награды
- Орден Красного Знамени (1942)
- Медаль «За оборону Ленинграда» (1942)
- Медаль «За победу над Германией в Великой Отечественной войне 1941—1945 гг.» (1945)
- Медаль «За взятие Кенигсберга» (1945)
- Медаль «За боевые заслуги» (1949)